# Juiz de Fora (gemeente)
Juiz de Fora is een Braziliaanse gemeente en stad in de staat Minas Gerais. De stad heeft ongeveer 563.000 inwoners op een oppervlakte van 1429 km².

## Geschiedenis
De geschiedenis van Juiz de Fora gaat terug tot de 18e eeuw, wanneer er in de buurt verschillende wegen gebouwd werden voor het transport van goud uit Ouro Preto. Vanaf 1850 werd de plaats een industrieel centrum; ze droeg toen de bijnaam "Manchester Mineira" ("Manchester in Minas Gerais").

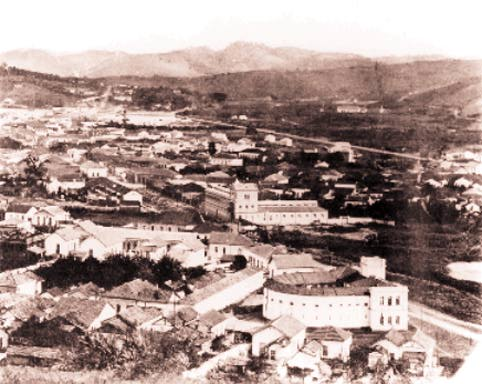
Juiz de Fora in 1893

De locatie van de stad was bepalend voor de economische en demografische ontwikkeling, want ze is gesitueerd tussen de drie belangrijkste financiële en economische metropolen van zuidoost-Brazilië: Rio de Janeiro (189 km), Belo Horizonte (260 km) en São Paulo (486 km). Uitvalswegen sluiten Juiz de Fora aan met deze drie grootstedelijke gebieden, de belangrijkste—en cruciaal voor recente groei van de stad—is de BR-040. De Paraibuna-rivier stroomt door de hele stad. Het is een belangrijke zijrivier van de Paraíba do Sul, in dit stroomgebied ligt de kern van de Braziliaanse zware en hightech-industrieën.
De massale aanwezigheid van immigranten – vooral uit Portugal, Italië, Duitsland, Syrië en Libanon en meer recent China – door de geschiedenis heen heeft de stad een kosmopolitische ziel en gevarieerde keuken gegeven. Langs de Avenida Rio Branco (een brede en rechte laan van enkele kilometers lang) vindt men typisch Duitse, Italiaanse, Arabische, Portugese, Chinese, Japanse en Indiase restaurants, evenals de traditionele Braziliaanse en vegetarische gerechten.
Juiz de Fora is een belangrijk regionaal cultureel centrum, een van de weinige steden in het zuidoosten van Minas Gerais met permanent functionele bioscopen, theaters, muziekpodia en licht amusement. Er is een natuurhistorisch museum (Museu Mariano Procópio) en een filharmonisch orkest (Orquestra Filarmonica Pro-Musica). De stad organiseert ook een jaarlijks festival voor klassieke muziek, het Festival Internacional de Música Brasileira Colonial e Música Antiga (Internationaal Festival van de Braziliaanse Koloniale Muziek en Oude Muziek). Het is de thuisbasis van het "Meninos Cantores da Academia", het op een na oudste koor in deze categorie in Brazilië. Het culturele leven wordt ook gestimuleerd door een federale universiteit en een aantal private hogescholen, waardoor het een populaire bestemming is voor studenten. Een deel van de cursussen op de Universidade Federal de Juiz de Fora zijn naar verluidt een van de beste in Brazilië.
Het culturele leven van Juiz de Fora wordt gekenmerkt door eclecticisme, die terugkomt in de architectuur. Art-nouveaugebouwen uit het eerste decennium van de 20e eeuw zijn gemengd met die in art-decostijl uit het midden van de 20e eeuw, evenals de architectonische kunstwerken van Niemeyer.

## Aangrenzende gemeenten
De gemeente grenst aan Belmiro Braga, Bias Fortes, Bicas, Chácara, Coronel Pacheco, Ewbank da Câmara, Lima Duarte, Matias Barbosa, Pedro Teixeira, Pequeri, Piau, Santa Bárbara do Monte Verde, Santana do Deserto en Santos Dumont.

## Verkeer en vervoer
De plaats ligt aan de radiale snelweg BR-040 tussen Brasilia en Rio de Janeiro. Daarnaast ligt ze aan de wegen BR-267 en MG-353.

## Geboren in Juiz de Fora
- Heitor Canalli (1910-1990), voetballer
- Edmundo Villani-Côrtes (1930), componist, pianist, gitarist en professor in de muziek
- Geraldo Majella Agnelo (1933-2023), kardinaal
- Jorge Luís Andrade da Silva, "Andrade" (1957), voetballer
- Guilherme Marques (1969), beachvolleyballer
- Wesley Moraes Ferreira da Silva, "Wesley" (1996), voetballer